# Kaya Peker
Kaya Peker (* 2. August 1980 in Ankara) ist ein ehemaliger türkischer Basketballspieler.

## Werdegang
Peker spielte ab 1996 für Pinar Karsiyaka Izmir. Nachdem er in der Saison 1999/2000 im Durchschnitt 10,1 Punkte je Begegnung erzielt hatte, wurde er von Efes Pilsen Istanbul unter Vertrag genommen. Mit der Mannschaft gewann er in seiner ersten Vertragszeit viermal die türkische Meisterschaft (2002, 2003, 2004, 2005), dreimal den Pokalwettbewerb (2001, 2002, 2006) sowie 2000 und 2002 den Präsidentenpokal. Seinen besten Punktwert in der türkischen Liga während seiner Zeit bei Efes Pilsen Istanbul erreichte Peker im Spieljahr 2003/04 mit 12,3 je Begegnung.
2006 wechselte er nach Spanien zu Saski Baskonia. Er gewann mit der baskischen Mannschaften den spanischen Supercup. In der Liga ACB brachte es der Türke in seiner einzigen Saison im Ausland in 35 Spielen auf einen Mittelwert von 6 Punkten.
Nach seiner Rückkehr in sein Heimatland war Peker Leistungsträger von Beşiktaş JK Istanbul (13,3 Punkte je Begegnung in der Saison 2007/08). Hernach ging er zu Efes Pilsen Istanbul zurück. 2009 wurde er mit der Mannschaft wieder türkischer Meister und Pokalsieger.
2011 gewann Peker mit Fenerbahçe Istanbul seinen sechsten türkischen Meistertitel. Im türkischen Pokalwettbewerb siegte er mit Fenerbahçe in den Jahren 2011 sowie 2013.
Peker nahm mit der türkischen Nationalmannschaft an den Weltmeisterschaften 2002 und 2006 sowie an den Europameisterschaften 2001, 2003, 2005 und 2007 teil. Sein größter Erfolg mit der Auswahl war 2001 die Silbermedaille bei der EM im eigenen Land.